# Lim Ju-eun
Lim Ju-eun (* 7. Januar 1988) ist eine südkoreanische Schauspielerin.

## Leben und Karriere
Lim wurde am 7. Januar 1988 geboren. Ihren Durchbruch hatte sie in der Serie Soul und in What's Up,  Außerdem spielte sie in Wild Romance mit. 2014 bekam sie eine Rolle in One Sunny Day. Im September 2018 unterschrieb Lim bei der Agentur Hunus Entertainment. 2020 trat sie in Lie After Lie auf.

## Filmografie (Auswahl)
- 2005: Wuthering Heights
- 2006: Baek Rim
- 2007: A Nymph of a Lamp
- 2007: Are You Crazy or Not?!
- 2013: The Heirs – Highschool der Superreichen
- 2015: Don't Forget Me
- 2016: Uncontrollably Fond
- 2017: Bad Thief, Good Thief
- 2020: Lie After Lie

## Auszeichnungen

### Gewonnen
- 2004: KTF Bigi Big Nationwide Auditions
- 2009: MBC Drama Awards in der Kategorie „Beste Schauspielerin“[8]

### Nominiert
- 2017: 2017 MBC Drama Awards in der Kategorie „Beste Schauspielerin in einer Serie“[9]